# Stanford Moore
Pour les articles homonymes, voir Moore.
Stanford Moore, né le 4 septembre 1913 à Chicago et mort le 23 août 1982 à New York, est un biochimiste américain. Il est colauréat avec William Howard Stein d'une moitié du prix Nobel de chimie de 1972.

## Biographie
Stanford Moore étudia la chimie à l'université Vanderbilt à Nashville puis à l'université du Wisconsin, où il obtint son diplôme de doctorat. Il obtint ensuite un poste de professeur de biochimie à New York où il travailla notamment avec William Howard Stein.

## Travaux scientifiques
William Howard Stein et Stanford Moore réussirent pour la première fois à décrire totalement la structure primaire d'une enzyme, en l'occurrence la structure primaire de la ribonucléase. Pour ce faire ils employèrent un analyseur d'acides aminés qu'ils avaient développé. La description de sa structure ouvrit la voie à la compréhension de cette enzyme et posa les bases de l'étude des autres enzymes.
Stein et lui sont colauréats du prix Nobel de chimie de 1972 (l'autre moitié a été remise à Christian Boehmer Anfinsen) « pour leur contribution à la connaissance des relations entre la structure chimique et l'activité catalytique du centre actif de la ribonucléase ».